# 김규항
김규항(1962년 ~ )은 대한민국의 작가, 출판인, 칼럼니스트이다. 어린이 교양지 편집인이다.

## 삶
1962년 전라북도 정읍시 태인 에서 태어났다. 직업군인인 아버지를 따라 자주 이사를 다니며 여러 가지 사회적 문제에 대해 많은 정서적 자극을 받았다고 한다. 1980년대 초 한신대학교에 재학하며 나름의 사회의식을 갖게 되었고, 기독교를 믿게되었다. 1990년대 초까지 서울영상집단과 민중문화운동연합에서 활동했다. 1998년 《씨네21》의 ‘유토피아 디스토피아’로 글쓰기를 시작했다. 2000년 홍세화, 진중권 등과 함께 사회문화 비평지 《아웃사이더》를 만들어 편집주간을 지냈다. 2003년 10월부터 어린이 교양지 《고래가 그랬어》를 만들어 발행인을 맡고 있다. 저서로는 《B급 좌파》(2001)와 《나는 왜 불온한가》(2005), 《예수전》(2009)이 있다.

## 활동

### ‘B급 좌파’라는 정체성
2001년 간행된 《B급 좌파》는 김규항이 1998년부터 3년간 주로 《씨네21》의 ‘유토피아 디스토피아’ 칼럼에 쓴 글들을 모은 책이다. 이 책의 제목이기도 한 ‘B급 좌파’는 이후 그를 가리키는 대표적인 별칭이자 정체성이 되었다. 이는 우선 1990년대 이전 거대 담론의 시기 순혈주의 좌파에 대한 비판이며, 또한 1990년대 이후로도 ‘좌파’라는 정체성을 지키는 스스로에 대한 겸허한 자기확인이기도 하다. 1980년대에 좌파는 지식인 그룹의 주류였다. 그러나 동구권의 몰락과 급격한 신자유주의화 이후 이는 시대착오적인 것이 되었다는 것이다. 이러한 세상의 변화에 대한 돌파구로 택한 것이 ‘B급 좌파’라는 상징성이라고 한다. ‘B급’이라는 표현은 지나간 영광을 그리워하는 후일담적 행태에 대한 자각적 성찰이며, 좌파 운동이 B급으로 조롱받는 세상을 용납할 수 없다는 냉철한 현실인식이다.

### 어린이 교양지 《고래가 그랬어》
2003년 10월 1일 창간된 《고래가 그랬어》는 상품이 아니라 사람으로 키워지는 한국 아이들을 응원하는 ‘어린이 교양지’이다. 김규항은 《고래가 그랬어》를 통해 다음 세대에게 희망을 전달하고자 하며, 진정한 희망은 다음 세대의 어린이들에게 있다는 것을 보여주고자 한다. 이 월간지의 발행은 영리 활동이 아니라 하나의 운동이다. 《고래가 그랬어》의 궁극적인 목적은 어른들이 사주지 않아도 볼 수 있는 아이들의 잡지가 되는 것이다. 모든 학교의 도서관이나 학급 문고, 공부방에 《고래가 그랬어》가 빠짐없이 보급될 수 있도록 ‘10만 고래 만들기’ 운동을 펼치고 있다. 현재 《고래가 그랬어》는 자발적 주주들의 모임인 주식회사로 운영되고 있으며, 소액 기부자들의 모임인 ‘고래동무’의 도움으로 2011년 2월 현재 전국 2500여개의 학교 및 도서관, 공부방에 무상으로 보급되고 있다.

### 그는 왜 불온한가
2005년 간행된 《나는 왜 불온한가》는 2001년 《B급 좌파》 이후 여러 지면과 블로그 등을 통해 쓴 글들을 모은 책이다. 김규항이 말하는 불온함이란 ‘주장’되는 게 아니라 지배체제에 의해 '증명'되는 것이다. 겉보기에 아무리 불온해보여도 지배체제가 별다른 위협을 느끼지 못한다면 불온함이 아니다. 반대로 그다지 불온해보이지 않지만 지배체제가 더 위협을 느끼고 적대한다면 그것은 분명히 불온한 것이다. IMF 사태 이후 21세기의 한국은 급속히 신자유주의화되고 양극화되었다. 김규항은 이 신자유주의화와 양극화에 반대하는 것이야말로 불온함이라고 말한다. 제아무리 급진적인 논의라도 한국의 급속한 자본화를 불가피한 발전 과정으로 받아들이는 순간 불온함을 잃고 지배체제와 타협하는 것이다.

### 《예수전》, 혁명성과 영성의 조화

#### 예수전의 저술의도
김규항은  최신저서 《예수전》에서 마가 복음서를 해석함으로써 교리 속에 화석화된 예수를 되살려 내고, 그로부터 오늘날 우리의 삶과 사회를 변혁할 수 있는 힘을 끌어내고자 하였다. 예수전에에서 김규항은 오래전부터 고민해 온 내용을 담고 있으며 한국 기독교 장로회 목사이자 민중신학자인 김진호 목사의 감수를 받았다. 성서번역본은 한국 천주교회 200주년 기념 신약성서인데, 다른 번역본들과는 달리 예수가 한 말들이 모두 존대말로 번역되었기 때문이라고 한다.

#### 사회구조와 영성이 변해야 한다.
그가 예수에 천착하는 이유는 예수가 혁명성과 영성의 결합을 보여주기 때문이다. 김규항은 "모든 악은 마음에서 나온다."는 마가복음서 이야기에 근거하여 “세상이 변혁되려면 사회 구조도 변혁되어야 하고, 나도 변혁되어야 한다. 내 밖의 적과도 싸워야 하고, 내 안의 적과도 싸워야 한다. 내 밖의 적과 싸우는 일이 혁명이라면, 내 안의 적과 싸우는 일이 바로 영성이다." 그러나 한국에서의 혁명 운동과 영성 운동은 지금껏 서로 적대시하며 다른 길을 걸어 왔다. 김규항은 예수를 통해 혁명성과 영성의 결합이라는 진정한 변혁을 이끌어내려 한다. 그는 이러한 변혁이 예수가 진정으로 말했던 ‘복음’이며 ‘하느님나라’를 향한 운동이라고 말한다. 이를 위해 그는 마가 복음서 강독과 ‘나의 예수전 쓰기 운동’을 기획하고 있다.

#### 나눔에 대한 해석
김규항은 블로그와 예수전에서 마가복음서의 오병이어 이야기에서 나눔에 대한 해석을 적었다. 이러한 저술의도는 오병이어를 나눔의 이야기로 해석한 해방신학자 레오나르도 보프의 오병이어 이야기 읽기에 근거한 것으로 생각되는데, 김규항은 오병이어 이야기를 강독(해석)하면서 나눔은 부자가 가난한 사람을 도움으로써 사회적 존경과 경제적 혜택을 보는 이타적 이기심이 아니라(그 실례로 장로교 김동호 목사가 《깨끗한 부자》, 《교사바이블》(규장)에서 주장하는 청부론 또는 깨끗한 부자론도 사회적 존경을 받는 양심적 부르주아가 되려는 욕망을 종교적으로 말하는 것에 불과하다.), 고통받는 민중이 생기는 이유인 옳지 못한 사회
에 분노하여 모든 사람이 사람으로서의 품위와 자존심을 유지하며 살아가는 올바른 현실을 만드는 것, 만물이 하느님의 것이기에 사유재산은 기독교 사상에서는 인정되지 않음을 깨달음으로써 소수가 대부분의 부를 차지하는 옳지 못한 현실을 극복하는 것이라고 주장한다.

#### 신앙의 그리스도가 아닌, 역사적 예수
김규항 씨는 예수를 교의적으로 해석하는 신앙의 그리스도가 아닌, 착취로 인한 가난, 천대, 억압, 차별로 고통받는 갈릴리 민중으로 이해하라고 말한다. 이성으로든 신앙으로든, 예수를 '갈릴리에서 온 사람'으로 보느냐 '교리 속에서 온 사람'으로 보느냐 하는 것은 예수의 정체성을 선택하는 결정적인 지표가 된다고 보기 때문이다.

#### 7가지 약속
김규항 씨는 내 아이를 살리는 7가지 약속 운동을 하고 있다.
1. 지금 행복해야 어른이 되어서도 행복합니다. : 사람들과의 관계에서 행복을 배워야 어른이 되어서도 행복합니다.
2. 아이들에게 가장 중요한 공부는 마음껏 놀기입니다. : 어린 시절 놀기를 배우지 못하면 건강한 어른으로 자라지 못합니다.
3. 좋아하는 일을 하는 것이 행복입니다. : 좋은 직업은 돈을 많이 버는 직업이 아니라 좋아하는 일입니다.
4. 어린이와 노동자가 행복해야 좋은 세상입니다. : 대부분의 어린이들이 어른이 되면 노동자가 됩니다.
5. 교육은 인성을 배우는 일입니다.
6. 대학교는 선택입니다.
7. 아이 인생의 주인은 아이입니다.

## 저술

### 단행본
- 《B급 좌파》, 야간비행, 2001.
- 《나는 왜 불온한가》, 돌베개, 2005.
- 《예수전》, 돌베개, 2009.- 마가복음서 이야기.
- 《쾌도난담》(김규항, 김어준 공저), 태명, 2000.
- 《후퇴하는 민주주의》(강연집, 공저), 철수와 영희, 2009.
- 《가장 왼쪽에서 가장 아래쪽까지》(인터뷰집, 김규항, 지승호 공저), 알마, 2010.
- 《김규항의 좌판》-쌍용자동차 해고노동자인 이창근 민주노총 금속노조 쌍용자동차 지부 기획실장, 박경석 노들야학 교장 선생님등과 인터뷰한 이야기집,알마.

### 칼럼
1998년 3월 《씨네21》 ‘유토피아 디스토피아’ 칼럼을 시작으로 《한겨레21》‘쾌도난담’을 거쳐 《한겨레신문》‘야! 한국사회’, 《참세상》과 《프레시안》 등에 칼럼을 썼다. 현재 《경향신문》‘혁명은 안단테로’에 칼럼을 기고하고 있으며, 《주간경향》에서도 대안교육 이야기를 연재하고 있다.